# District de Zhob
Le district de Zhob (en ourdou : ژوب) est une subdivision administrative du nord de la province du Baloutchistan au Pakistan. Créé en 1890 autour de sa capitale Zhob, le district compte une importante frontière avec l'Afghanistan.
Le district est principalement rural et aride, avec une population pauvre et vivant surtout de l'agriculture. La population d'environ 310 000 habitants en 2017 est en majorité constituée de tribus pachtounes.

## Histoire

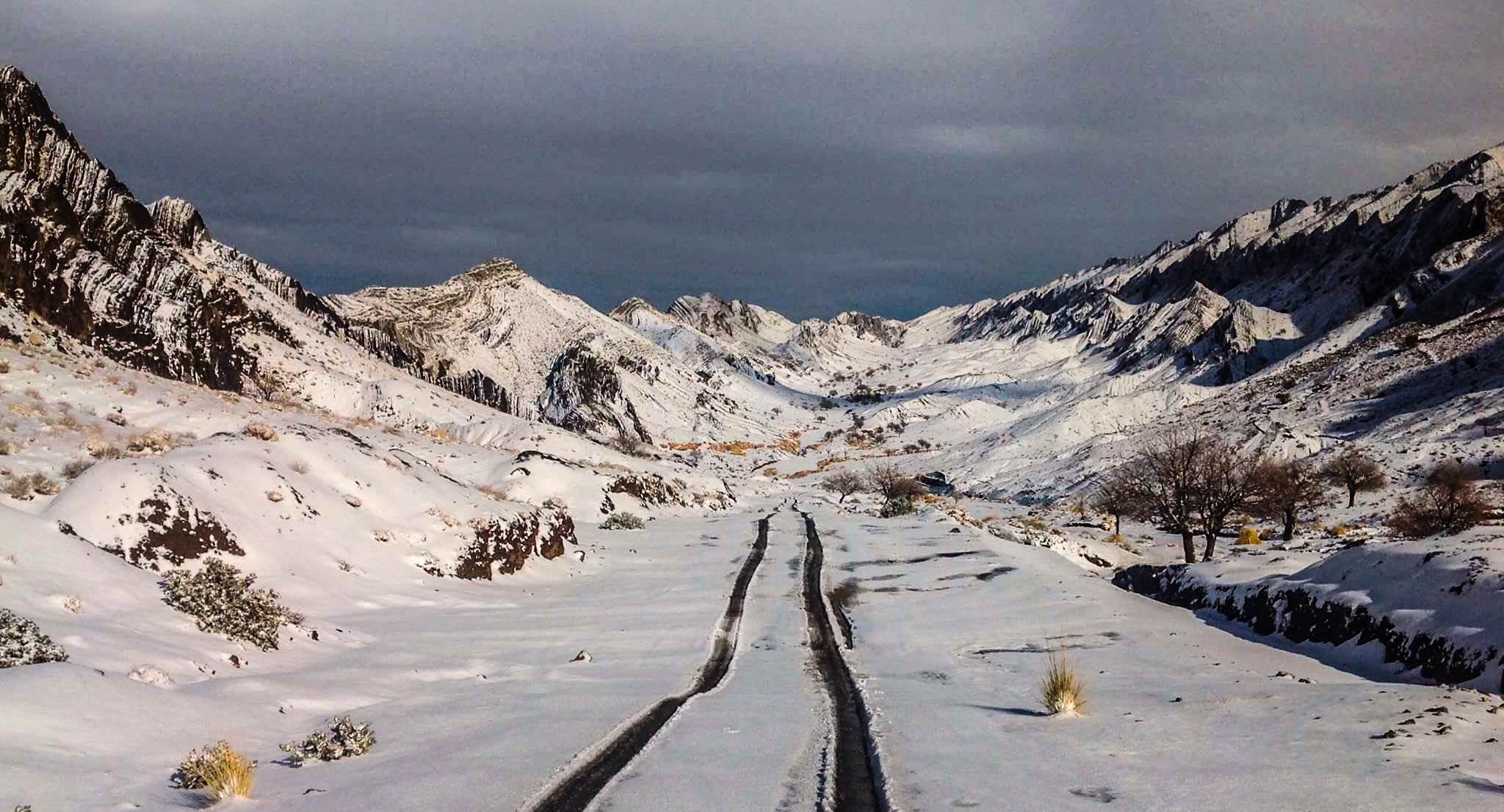
Le district en hiver.

Le district de Zhob est créé en février 1890. Il est nommé d’après la rivière Zhob, par ailleurs mot pachto signifiant « eaux suintantes ». Il est le deuxième district créé au sein de la province du Baloutchistan, après celui de Quetta.
Le district est amputé d'une petite partie de sa superficie au nord lors de la création du district de Sherani en 2011.
Depuis les années 2000, l'insurrection islamiste a débordé sur le district de Zhob, qui possède notamment une frontière avec le Waziristan du Sud. Des militants du Tehrik-e-Taliban Pakistan y ont notamment développé leur activité et des combats ont éclaté avec les forces de sécurité. Ces dernières comptent une brigade de l'armée pakistanaise stationnée à Zhob, des paramilitaires des Frontier Corps et près de 1 100 policiers ou gendarmes.

## Démographie

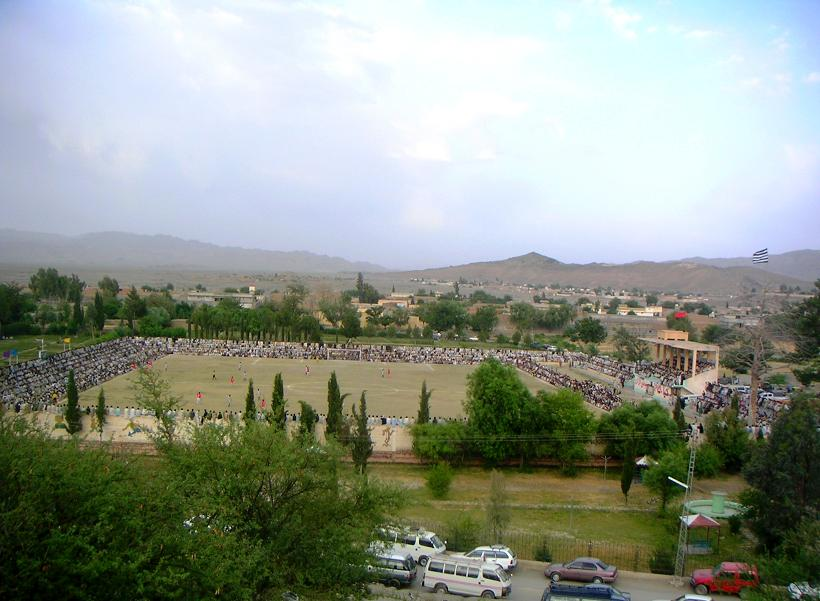
Stade de la ville de Zhob.

Lors du recensement de 1998, la population du district a été évaluée à 275 142 personnes, dont environ 16 % d'urbains. Le taux d'alphabétisation était de 17 % environ, soit bien moins que la moyenne nationale de 44 %. Il se situait à 25 % pour les hommes et 7 % pour les femmes, soit un différentiel de 18 points, contre 25 pour la moyenne nationale. En prenant rétroactivement en compte la création du district de Sherani en 2011, le district de Zhob comptait 193 458 habitants de 1998.
En 2012, l'alphabétisation est estimée à 31 % par les autorités, dont 51 % pour les hommes et 12 % pour les femmes.
Le recensement suivant mené en 2017 pointe une population de 310 544 habitants, soit une croissance annuelle de 2,5 %, inférieure à la moyenne provinciale de 3,4 % mais semblable à la moyenne nationale. Le taux d'urbanisation reste stable, à 15 %.
Le district est principalement peuplé par des Pachtounes. Le district compte quelques minorités religieuses, soit 0,5 % de chrétiens et 0,2 % d'hindous en 1998, ainsi que de petits groupes de sikhs et zoroastriens.

## Administration

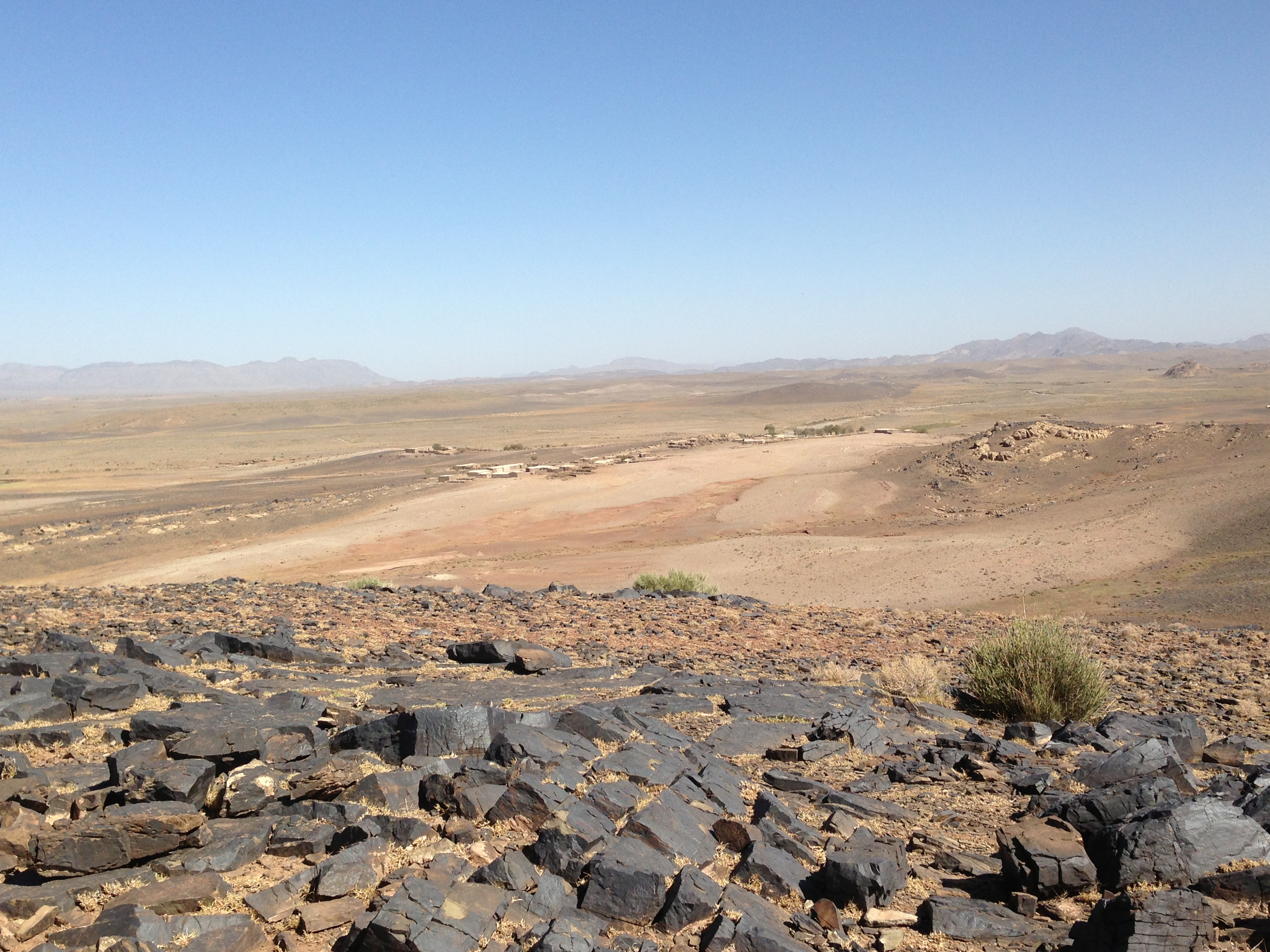
Paysage du district.

Le district est divisé en cinq tehsils ou sous-tehsils ainsi que 24 Union Councils.
| Tehsil          | Population (rec. 2017) |
| --------------- | ---------------------- |
| Ashwat          | 20 794                 |
| Kashatoo        | 5 180                  |
| Qamar Din Karez | 13 849                 |
| Sambaza         | 17 089                 |
| Zhob            | 253 632                |

La capitale Zhob est l'unique ville du district, c'est-à-dire la seule considérée comme une zone urbaine par les autorités de recensement. Elle regroupe 15 % de la population du district. 
| Ville | Population (rec. 2017) |
| ----- | ---------------------- |
| Zhob  | 46 248                 |

## Économie et éducation

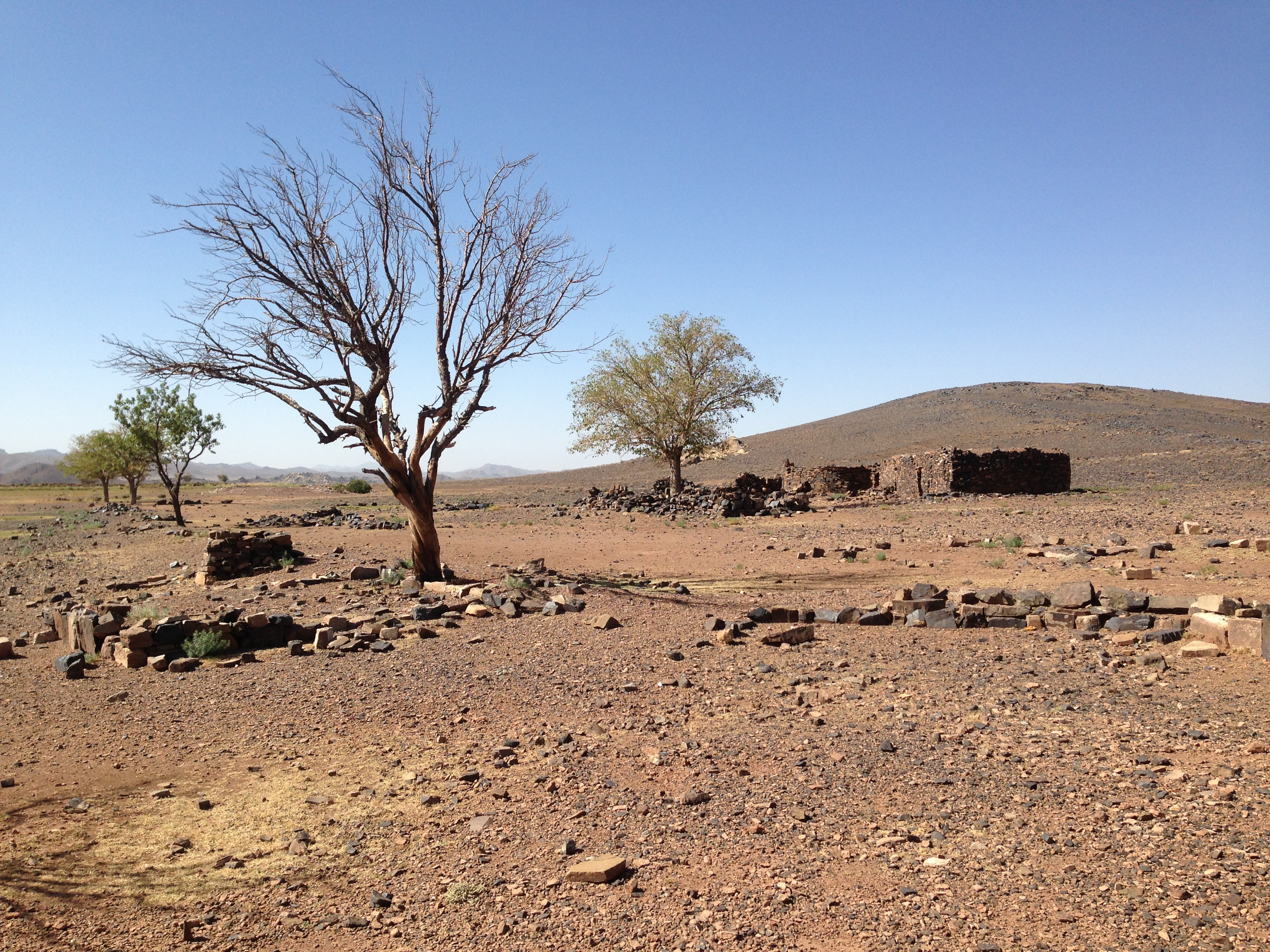
Paysage désertique du district.

Zhob est un district pauvre et peu développé. La population vit sous un climat semi-aride, avec une saison des pluies durant l'été. Seuls 2 % de la superficie totale est cultivée, soit environ 300 kilomètres carrés, et près de 30 % de la population active travaille dans le secteur agricole. La production est surtout orientée vers le blé, les pommes, les abricots, la grenade et le raisin notamment. L'élevage de chèvres et de moutons est également une source importante de subsistance : on en compte en moyenne près de soixante par ménage rural en 2012.
Les services publics sont peu développés dans le district, notamment les infrastructures scolaires qui sont manquantes. Seuls 44 % des enfants sont scolarisés dans le primaire en 2012 et 47 % pour l'enseignement secondaire.
Le district est traversé par la route nationale no 50, qui relie Quetta à Dera Ismail Khan.

## Politique
Depuis le redécoupage électoral de 2018, le district partage avec les districts de Killa Saifullah et Sherani la circonscription no 257 pour l'Assemblée nationale et est pleinement représenté par la circonscription no 2 à l'Assemblée provinciale du Baloutchistan. Lors des élections législatives de 2018, elles sont remportées par un candidat du Muttahida Majlis-e-Amal et un indépendant.